# Mater-Bi

Il marchio "Mater-Bi"

Mater-Bi è il nome commerciale di un tipo di bioplastica brevettato e commercializzato da Novamont.
Viene venduto in granuli ed è lavorabile in modo simile alle altre materie plastiche, anche per quanto riguarda la colorazione e la sterilizzazione.
Il Mater-Bi, a differenza di altre materie plastiche, è biodegradabile; il processo di biodegradazione del Mater-Bi, svolto da microorganismi, produce acqua, anidride carbonica e metano.

## Storia
La produzione del Mater-Bi ha avuto inizio nel 1990, nello stabilimento della Novamont di Terni come risposta alla crescente domanda di materiali sostenibili e biodegradabili per la produzione di imballaggi e altri prodotti monouso. Il Mater-Bi è stato una vera e propria rivoluzione nel campo della chimica verde e un passo importante nella lotta contro i rifiuti. Novamont ha messo a punto un processo di produzione a basso impatto ambientale promuovendo uno sviluppo sostenibile; divenne così un'azienda leader nel settore dei materiali sostenibili.
Catia Bastioli è una ricercatrice italiana di fama internazionale, nota per la sua eccezionale scoperta nel campo della chimica verde. Nel 2007, la sua invenzione ha attirato l'attenzione del mondo scientifico, ricevendo il premio europeo come "Inventrice Europea dell'anno". La scoperta consisteva nella creazione di un nuovo materiale strutturale, versatile ed eco-sostenibile ricavato dall'amido, una delle fonti energetiche principali delle piante, per la produzione materiali sostenibili.
Il Mater-Bi è stato il primo materiale biodegradabile ad essere utilizzato per la produzione di imballaggi alimentari. Negli ultimi anni, la sua popolarità è cresciuta in modo esponenziale, grazie alla capacità di fornire un'alternativa sostenibile ai materiali plastici convenzionali.
La produzione di Mater-Bi è infatti cresciuta notevolmente nel tempo, con una produzione iniziale di 4000 tonnellate all'anno, che è raddoppiata nel 1997 e nel 2001 è arrivata a 16 000 tonnellate all'anno. Questo crescente interesse per il Mater-Bi è stato supportato dalle sue caratteristiche di biodegradabilità e compostabilità, nonché la sua capacità di essere utilizzato in una vasta gamma di applicazioni, dall'agricoltura all'imballaggio alimentare.
La molecola Mater-Bi inizia ad avere un ruolo importante nella società a seguito dell'entrata in vigore di una normativa europea del 2010 che sostituisce i sacchetti di plastica in commercio con quelli in bioplastica conformi alla UNI EN 13432.
Ad oggi, la società Novamont è ancora molto attiva nello sviluppo e nella produzione di Mater-Bi. La società ha infatti raggiunto la quarta generazione di Mater-Bi, migliorando costantemente le sue prestazioni e le sue proprietà, e sta attualmente lavorando alla quinta generazione del materiale. Questo è stato possibile anche grazie a un significativo investimento di 100 milioni di euro che la società ha ricevuto per gli sviluppi futuri del Mater-Bi, che si prevede sarà ancora più performante e sostenibile rispetto alle versioni precedenti.

## Composizione chimica

### Caratteristiche
Le materie plastiche tradizionali derivate dal petrolio non sono biodegradabili. Se bruciate liberano sostanze tossiche, come idrocarburi aromatici policiclici e diossine; inoltre, essendo apolari, si possono depositare nel tessuto adiposo. Per questo motivo è stata sviluppata la sintesi di plastiche biologiche, cioè biopolimeri ottenuti da vegetali (dall'amido di mais, di patate o di frumento e da scarti agricoli). Proprio perché di origine biologica, le bioplastiche sono compostabili, cioè possono essere conferite nei contenitori dei rifiuti organici per essere avviate al trattamento che le trasforma in compost, utilizzato come concime. Secondo la normativa UE, perché un materiale possa essere definito compostabile, deve essere biodegradabile al 90% in 6 mesi e non deve liberare metalli pesanti. Per comprendere ancora meglio la circolarità del processo possiamo dire che le piante grazie alla fotosintesi clorofilliana producono glucosio che verrà trasformato in amido per via enzimatica. Quindi l’amido è una fonte energetica fondamentale per le cellule vegetali ed è anche una fonte alimentare per l’uomo (digestione con l’enzima amilasi).

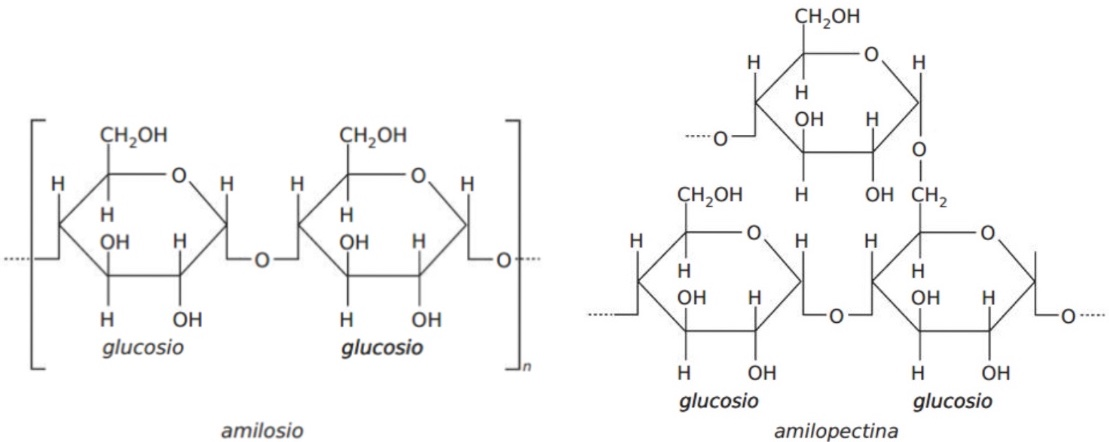
amilosio e amilopectina

### Struttura
L’amido è un polisaccaride formato da unità di 𝝰-D-glucosio unite tra loro con un legame glicosidico. Esso consiste in realtà in una miscela di due differenti catene polisaccaridiche:
- l’amilosio (costituisce il 20%), composto da una catena lineare dove le unità di glucosio (da 50 a 300) sono legate tra loro con legami 𝝰-(1→4)-glucosidico (solubile in acqua); la catena poi si avvolge ad elica.
- l’amilopectina (costituisce l’80%), composta da una catena lineare principale dove di 300-5000 glucosi, legati con legami 𝝰-(1→4)-glucosidico, alla quale sono legate brevi ramificazioni laterali con legame 𝝰-(1→6)-glucosidico (insolubile in acqua), distribuite ogni 25-30 unità di glucosio.[8]

La preparazione e composizione esatta del Mater-Bi è coperta da brevetto, però sappiamo che il componente principale è l’amido di mais, patate o grano (85%) che ha proprietà ben differenti dalle plastiche e assorbe facilmente l’umidità. Quindi viene destrutturato (rottura della struttura originaria), complessato con polimeri biodegradabili (policaprolattone-PCL) ottenuti da materie prime di origine vegetale e fossile. Infine dopo l'aggiunta di acqua si tratta l'amido con additivi particolari, quali glicerina e sorbitolo, che hanno il merito di cambiare le caratteristiche della materia prima adeguandola a bisogni specifici, come la resistenza meccanica e la resistenza all’acqua, mantenendo la biodegradabilità e la struttura chimica. Si ottiene così un complesso formato da una parte cristallina cioè l’amilosio con il polimero biodegradabile e da una parte amorfa che è l’amilopectina.

### Classificazioni
Il marchio "Mater-Bi" indica diverse classi di bioplastiche prodotte dalla Novamont a partire da amido di mais.
In genere il Mater-Bi è un materiale formato da una fase cristallina costituita da amilosio e da un agente complessante e una fase amorfa costituita da amilopectina. L'amilosio e l'amilopectina sono i costituenti dell'amido utilizzato come materia prima; l'agente complessante e vari additivi vengono invece aggiunti durante il processo produttivo.
Dal punto di vista morfologico, tali fasi possono disporsi secondo una morfologia "a goccia" o "a lamelle":
- la struttura "a goccia" è costituita da un nucleo di amilopectina amorfa circondata da molecole di amilosio complessato;[11]
- la struttura "a lamelle" è costituita da strati formati da amilopectina e agente complessante compatibilizzati con strati di amilosio complessato.[11]

Le diverse classi di Mater-Bi si differenziano a seconda dei seguenti fattori:
- rapporto tra amilopectina e amilosio nell'amido di partenza;
- natura chimica degli additivi;
- natura chimica degli agenti complessanti;
- condizioni operative mantenute durante il processo produttivo.

Alcuni esempi di Mater-Bi sono il "Mater-Bi YI01U", il "Mater-Bi ZI01U/C" e il "Mater-Bi ZF03U/A". In particolare il Mater-Bi ZIO1U/C dal punto di vista chimico è un amido-poli-ε-caprolattone.

## Proprietà
Le caratteristiche principali del Mater-Bi sono:
Rispetta la norma europea UNI EN 13432 quindi è:
1. biodegradabile: viene completamente assimilato dai microrganismi presenti nel sistema di smaltimento (entra nella catena alimentare microbica). Questa converte totalmente il carbonio in anidride carbonica . Inoltre è biodegradabile anche in ambiente marino.
2. compostabile: nei contenitori dei rifiuti organici si trasformano in composti utili per la concimazione del suolo. Secondo l’UE per essere compostabile si deve biodegradare al 90% in 6 mesi senza liberare metalli pesanti. La qualità e il processo del compostaggio non devono avere effetti negativi.[14]
3. disintegrabile: frammentazione tale da perdere la visibilità nel compost.[15]

### Tecniche di lavorazione
Il MATER-BI viene lavorato con le tecnologie più comuni di modellazione usate per le plastiche tradizionali: 
1. Filmatura (sacchetti per la spesa): Può essere filmato con temperature di estrusione più basse rispetto allo standard.[16]
2. Estrusione (reti per confezionamento): Si spinge la plastica verso una sagoma con una forma a sezione trasversale.[16][17]
3. Termoformatura (vaschette, vasi, contenitori rigidi)[16]
4. Extrusion coating e Lamination (substrati)[16]
5. Stampaggio ad iniezione (posate, penne…): Iniezione, della termoplastica fusa, all'interno di uno stampo in acciaio temprato in grado di resistere ad alte temperature e pressioni. Utilizzato per la produzione in serie di plastiche con geometrie complesse.[16][17]
6. Espansi (imballaggio)[16]

Altre caratteristiche sono: colorabilità in massa con Masterbatch (biodegradabili), intrinseca antistaticità e sterilizzabilità con raggi gamma.

## Utilizzi

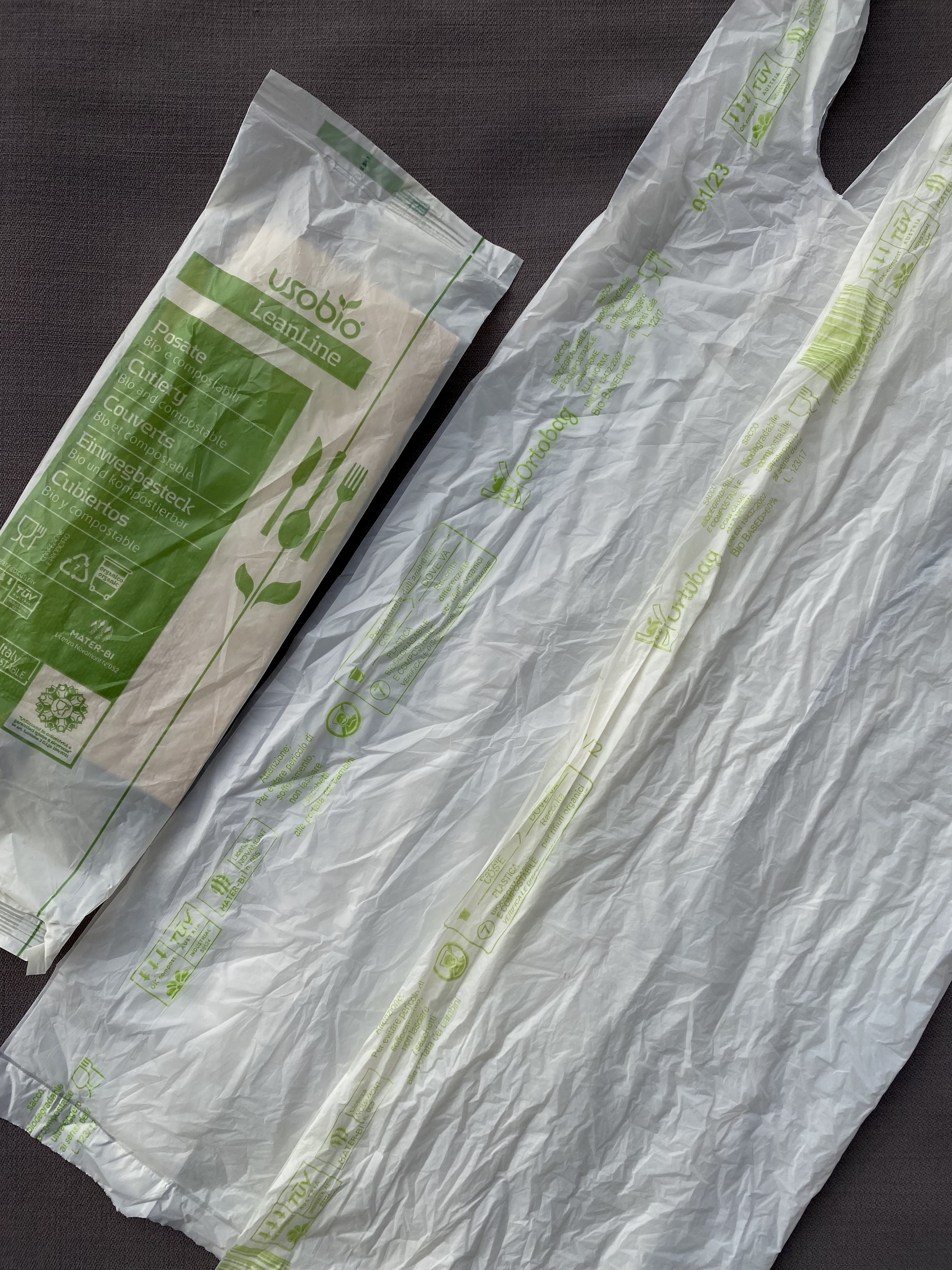
posate e sacchetti in MaterBi

Il Mater-Bi trova applicazioni per esempio nella produzione di imballaggi, giocattoli, posate, stoviglie e buste di bioplastica, in sostituzione dei tradizionali sacchetti in polietilene. È stato utilizzato, a livello sperimentale, nell'ambito del costume teatrale attraverso la creazione di una tunica in Mater-Bi.
Negli anni '80 e '90 con il Mater-Bi sono stati realizzati diversi giocattoli pubblicizzati come gadget di successo allegati al settimanale Topolino.

### Settori applicativi
Il Mater-Bi, essendo in forma granulare, viene lavorato in modo da realizzare prodotti con caratteristiche analoghe o migliori rispetto alle plastiche tradizionali, con la differenza di essere perfettamente biodegradabili e compostabili.
- Settore agricolo: I materiali in Mater-Bi non devono essere recuperati e smaltiti al termine del ciclo colturale, ma si biodegradano e compostano autonomamente nel terreno consentendo un risparmio di tempo e risorse.[22]Telo pacciamatura

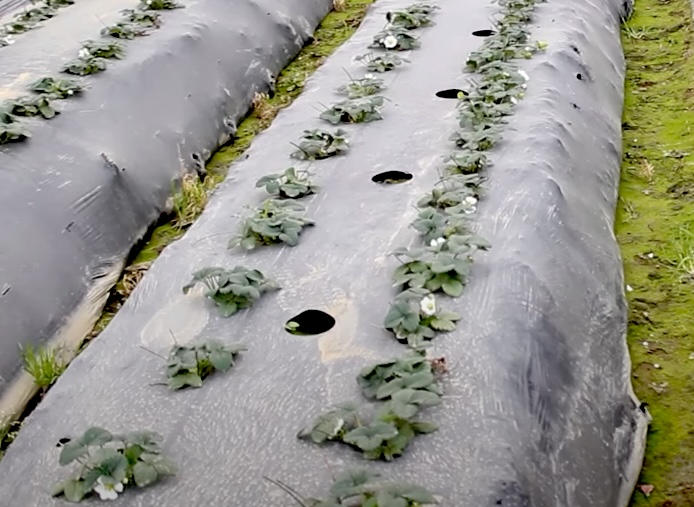
Telo pacciamatura

- Imballaggio: Come confezioni alimentari e sacchetti della spesa.[23]
- Settore alimentare: Piatti, scodelle, posate, palette e coppette per il gelato, bicchieri e relativi coperchi. È una scelta eco-sostenibile in molteplici contesti di ristorazione commerciale o collettiva.[24]
- Altre applicazioni: Prodotti a basso impatto ambientale, per l’igiene e la cura della persona, prodotti per gli animali domestici, gadget di vario genere, prodotti automotive, rivestimenti interni dei feretri.[25][26]

### Pro e contro
Alcuni vantaggi interessanti del Mater-Bi sono: riduzione del volume degli scarti che comporta una diminuzione dei rifiuti sul territorio, riutilizzo di sostanze ad alto valore nutrizionale (fibre, vitamine, proteine nobili), produzione di concime (compost), tempo di decomposizione di qualche mese contro i 1000 anni delle plastiche sintetiche derivate dal petrolio, minori emissioni di fumi tossici in caso di incenerimento.
Alcuni dei possibili svantaggi sono: costi maggiori (circa 0,1 euro/cad), utilizzo di risorse ad uso alimentare e sottrazione di terreni destinati alla colture per il consumo umano.

### Utilizzi futuri
Un utilizzo futuro del Mater-Bi è quello di sostituire i materiali ed i prodotti che ad oggi non possono ancora essere compostabili e biodegradabili; ad esempio i materiali per l'edilizia, come pannelli per il rivestimento delle pareti o tetti, oppure materiali per l'arredo urbano, come panchine o cestini per la spazzatura.

### Impatto ambientale
Un fattore molto importante da verificare è l’impatto ambientale della molecola. In particolare, l’amido di mais utilizzato per la produzione viene coltivato in Europa con pratiche agricole di tipo tradizionale. In aggiunta nell'Unione europea solo l’1% della produzione complessiva di amido di mais non alimentare viene utilizzato per le bioplastiche ed i terreni coltivabili, adibiti alla produzione mondiale di bioplastiche è pari allo 0,02%. Infine la quantità di acqua utilizzata per un kg di Mater-Bi varia tra i 15 ed i 30 litri, quantità davvero minima.
I dati dimostrano che l’impatto della produzione di Mater-Bi è tendente allo zero.

## Provvedimenti giudiziari
In relazione all'accusa rivolta dalla stessa Novamont nel 2007 ai concorrenti franco-tedeschi della Biotec-Sphère, oltre ai giudizi di tribunali tedeschi e francesi che hanno invalidato alcuni brevetti della stessa Novamont, ritenendoli sprovvisti dei requisiti di brevettabilità, anche il Tribunale di Torino ha, in primo grado, dato ragione alla Biotec-Sphère.